# Реформа Уједињених нација
Реформа Уједињених нација је, нарочито последњих година, све актуелнија тема у оквиру Организације. Али постоји мало јасноће, а још мање консензус, о томе како је реформисати. Неки желе да УН играју значајнију или ефикаснију улогу у светским збивањима, док други желе да се њена улога сведе на хуманитарну. Постоји огроман број различитих мишљења од оних који желе потпуно укидање уједињених нација, од оних који желе да је претворе у пуноправну светску владу.
Званичан програм реформе је покренуо Генерални секретар Уједињених нација Кофи Анан, недуго пошто је започео свој први термин 1. јануара, 1997. Дана 21. марта, 2005, Анан је представио обиман извештај о реформи УН-а, У већој слободи .

## Реформа Савета безбедности
Често расправљана тема о промени структуре УН је и промена сталног чланства у Савету безбедности, који тренутно одсликава однос снага у свету као што је био 1945. Постоји неколико предложених планова, од којих су најзначајнији предлози Г4 нације и Генералног секретара Кофи Анана.

## Бирократија
На другом нивоу, позиви за реформисањем УН-а захтевају да се УН администрација (обично називана „бирократија“) транспарентнијом, одговорнијом, и ефикаснијом. У Сједињеним Државама, а нарочито у Конгресу Сједињених Држава, ово је повезано са захтевима да УН усвоји смер који охрабрује развој слободног тржишта и спречава развој свега што се сматра социјалистичком и антиамеричком политиком.

## Јачање њене демократске природе
Други чест захтв је да УН „ојача своју демократску природу“, и постане кључна институција светске демократије. Ово покреће основно пирање око природе и улоге УН. Уједињене нације нису светска влада, већ пре форум на коме суверене државе света расправљају о значајним светским питањима и одлучују заједничке правце деловања. Пошто велика већина држава света чине демократије, УН у одређеном смислу већ представљља „индиректну демократију“ – већина земаља даје свој глас у УН у складу са (бар у теорији) жељама бирача који су их изабрали. Директна демократија би захтевала избор Генералног секретара Уједињених нација директним гласањем грађана демократских земаља (Светски президентијализам) као и Генералне скупштине (као што градови, државе и нације имају своје представнике у многим системима, који се нарочито брину о питањима битним за дати ниво овлашћења) и Светског суда. Други су предложили комбинацију директне и индиректне демократије, где би националне владе ратификовале изражену жељу грађана за тако значајне положаје као што је опуномоћени Светски суд.
Како би УН постала у директном смислу демократскија, потребно је под претпоставком урадити следеће четири ствари: 
1. Представљање би требало више да буде засновано на гласању становништва и демократске и слободне изборе за Секретаријат и Скупштину, уместо досадашњег стриктног принципа једна земља, један глас. Други предлог је успостављање саветодавне Парламентарне скупштине Уједињених нација (УНПС) као посредни корак ка светском парламенту у оквиру структуре УН. Скупштина у којој Лихтенштајн има исто право гласа као и Народна Република Кина је далеко од равноправног представљања (што се уопштено сматра главним аспектом демократије).
2. Право вета у Савету безбедности је потребно уклонити. Поново, ово би уклонило један облик контрарепрезентионализма, где сталне чланице Савета безбедности својим мишљењем надјачавају остале.
3. УН би требало да добије већа овлашћења при управљању својим чланицама, као што национална влада има моћ управљања над својим грађанима. Другачије речено, мораће да постане, до одређеног нивоа, светска влада. Ово би наговестило давање овлашћења за наметање санкција чланицама које не би поштовале усвојене правце деловања и резолуција (укључујући и резолуције о људским правима).
4. Као што је наговештено у претходној ставци, УН могу такође искључити из свог чланства оне нације за које је установљено да грубо крше људска права сопственог народа, укључујући и право на периодичне демократске, универзалне, изборе (као што стоји у члану 25 Међународне повеље о цивилним и политичким правима).

Вероватно је да ће се мање земље, које чине већину тренутних чланица Генералне скупштине, противити првој од ставки (неке ће се противити и четвртој), док ће се тренутне сталне чланице Савета безбедности противити другој, а вероватно и трећој. Међутим, реформисти сматрају да са повећаним и сталним обраћањем пажње на ове тачке, је могуће да се интереси великих и малих нација уклопе путем компромиса у циљу спречавања анархије и релативне беспомоћности тренутног система који спречава интересе и великих и малих земаља. На пример, ако се право вета слободоумно укине док се такође тежина Генералне скупштине више преноси на становништво, велике и мале нације могу имати више поверења да систему повере наднационални ауторитет гласовима у Генералној скупштини (и пресудама опуномоћеног Светског суда).

### Различитости и демократија
Примена гласања заснованог на броју становника такође повећава проблем различитих интереса влада земаља. Нације у УН-у су представници демократије, апсолутне диктатуре и и свега између. Дозвољавајући великим силама да гласају према интересима сопствене поопулације покреће питање да ли они заиста представљају интересе и жеље појединачних грађана и светске заједнице. Дајући УН-у одређену врсту управљачке власти покреће питање како би се ова моћ спроводила. Шта би се десило када би гласање у Генералној скупштини УН-а захтевало промене у оквирима политичког статуса земље, или опорезивања грађана одређене земље у корист друге нације, или хапшење лигера неке нације, и суочило се са одбијањем?
Помоћни принцип решава неке од ових питања. Овај термин потиче од социјалне мисли у оквиру Римокатоличке цркве и гласи да ниједан већи орган не треба да решава питања која се могу решити на мањем локалном нивоу. Може се поредти са федералистичким принципом у коме ентитети уније поседују одређене аспекте суверенитета. Само када на две или више чланица федерације утиче неко питање федерална власт има право да интервенише. Дајући реформисаној УН више овлашћења али уз заступање помоћног принципа у Повељи гарантоваће да се УН не развије у светску аутократију која може диктирати правила према својој вољи. На пример, судбина Кашмира мора бити одлучена на референдуму на коме ће гласати становништво Кашмира, а не на гласању у Генералној скупштини.

### Парламентарна скупштина Уједињених нација
Многе групе подржавају успостављање Парламентарн скупштине Уједињених нација како би грађани света имали директнији утицај на ову организацију.

## Реформа буџета
По питању финансија, занимљив предлог је дао Паул Хокен у својој књизи, Екологија тржишта. Хокенов предлог је увођење међународне таксе произвођачима оружја широм света. По његовим прорачунима, „порез на пројектиле, авионе, тенкове, и остало оружје би попунио целокупан буџет Уједињених нација, као и финансирање свих мировних мисија широм света, укључујући и поновно насељавање избеглица и обештећење жртава рата.“
Главни проблем у примени овако радикалног пореза је налажење сагласности. Док већина нација Европске уније и Јапан би вероватно вољно подржали увођење овакве тарифе, била би јако непопуларна међу купцима оружја почев од Сједињених Држава, које трође огромне суме свог годишњег буџета на одбрану, до ситних диктатура које зависе од оружја које их држи на власти. Произвођачи оружја би се такође противили, зато што би то увећало њихове трошкове и смањило број потрошача. Као и све велике корпорације, произвођачи оружја имају велики политички утицај у већини земаља.
Други проблем је да се финансије Уједињених нација не контролишу од стране надмоћних новчаних доприносиоца. У теорији, демократизација биџета омогућавањем да све чланице гласају о њему би била идеална. Међутим, пошто се гласања баве небуџетским питањима, формирани су блокови који ефикасно гуше реформу. У општем случају, земље Првог Света (које теже да имају јаке демократске системе у оквиру својих надлежности) попуњавају највећи део буџета УН-а. Међутим, земље Трећег Света (које су углавном диктатуре) имају већу контролу над тим где те финансије одлазе. Ово је сходно шињеници да је број земаља из Трећег Света је већи од броја земаља Првог Света.

## Реформа људских права
Комисија Уједињених нација за људска права је под бројним критикама у последње време. Сједињене Државе, нарочито, су постале гневне после избацивања из комисије у 2002. До времена када су поново изабране у комисију, неколико нација које су криве за грубо кршење људских права су у међувремену примљене у организацију. Примери тих земаља су Либија, Куба, Судан, Алжир, и Вијетнам.
Нарочито због ових проблема је Кофи Анан у извештају У већој слободи предложио стварањ новог Савета за људска права као помоћног тела Уједињених нација.

## Скорашње промене
Генерална скупштина, према извештају, је одлучила да гласа јуна 2005. како би додала десет новиш чланица у Савет безбедности. Према извештају, четири земље које лобирају за стално место су вољне да се уздрже од права вета у наредних 15 година у замену за стално место у Савету безбедноси.
У драматичном развоју догађаја само неколико недеља пре Миленијумски+5 самит, Џон Болтон, нови амбасадор Сједињених Држава при Уједињеним нацијама, је изнео радикалне предлоге дијаметрално супротних од оних у У већој слободи.